# بادنفايلر
بادنويلر (الألمانية العلياء: بادويلر) هو منتجع صحي و (سبا) في (بريسغاو هوششوارزوالد) في ولاية بادن-فورتمبيرغ بألمانيا، تاريخيا في ماركغرفلرلاند، وهي تبعد عن بازل 28 كيلومترا بالطرق البرية والسكك الحديدية، و 10 كيلومترا من الحدود الفرنيسية، و20 كيلومترا من ميلوز.وتوجد أقرب مدينة كبيرة على الجانب الألماني من حدود فرايبورغ، وتبعد حوالي 30 كيلومترا وقع بادنويلر على الجانب الغربي للغابة السوداء، انها محمية من قبل بلاون،1,164 مترا (3,820 قدما)ومناخها ممتاز.

## نبذة
تم بناء الكنيسة الأبريشية (الإنجيلية)(عام 1897) عند سفح قلعة تعود إلى القرن الحادي عشر تابعة إلى مرغريف بادن ودمرها الفرنسيون من خلال حروب لويس الخامس عشر.
وأيضا يأتي العديد إلى بادنويلر للينابيع المعدنية الدافئة، ولأن درجة الحرارة 21 درجة مئوية (70 درجة فيرنهايت) والبعض الآخر يأتون ليستخدمون علاج (مصل اللبن)، والبعض الأخرأيضا يأتون بسبب مناخها المتساوي وبسبب مناطقها الخلابة.وأيضا من جانب أخر يوجد في كورهاوس حديقة تبلغ مساحتها 15 فدانا (16,000 مترا)وتحتوي على مشتل تاريخي اسمه (ستاتيلش بدرفيلولتم بادنويلر)، وبالإضافة إلى قلعة دوقية كبيرة، في عام 1784، تم أكتشاف الحمامات الرومانية هناك وتم الأعتناء بها جيداً.

## المعبد الروماني الرئيسي وكنيسة القديس بولس
الموقع الذي توجد فيه كنيسة القديس بولس البروتستانتية الحالية.هو موقع تاريخي كان مكانا دينيا للعبادة وكان موجود في العصر الروماني، وبنو الرومانيون هنا في عام 145 بعد ميلاد المعبد الكبير الموجود على المنصة ولم يبق منه سوى القليل.كان المعبد قائما على (نظام كومه).وقامت إدارة المعبد ببناء اكوام البلوط إلى التربة الطينية بهدف تأمين الأرض لهذا المبنى الثقيل. كان المعبد عبارة عن جالو روماني بواجهة رئيسية كلاسيكية إيطالية موضوعة على منصة ضخمة.على عكس المعبد الروماني الذي تم بناءه ككنيسة مسيحية في القرن الثاني عشر.وعندما كانت الكنيسة في حالة سيئة هدمت في عام 1892 وأعيد بناؤها كمبنى روماني جديد بين عامي 1893 و 1898 . وفي سياق أعمال الحفر للمبنى الروماني، تم أكتشاف أجزاء من جدارن المباني السابقة للكنيسة وتم تضمينها في بناء الكنيسة الجديدة. وفي برج الكنيسة السابقة، تم أكتشاف ستة لوحات جدارية تابعة للقرن الرابع عشر موجودة الآن في جوقة الكنيسة الحالية، ويعرضون بمايسمى (برقصة الموتى)حيث يلتقي الأحياء والأموات.وهناك ثلاثة هياكل عظمية تحمل كتابة: «كنا ما أنت عليه، ما نحن عليه سوف يكون لك». وهذا موجه إلى ثلاثة أشخاص أحياء (طفل، ورجل في منتصف عمره، ورجل عجوز) تتوافق ملابسهم مع أزياء الأغنياء في القرن الرابع عشر.

## الشخصيات
لقد توفي الكاتب الروسي أنطون تشيخوف في بادنويلر 15 يوليو (2 يوليو)1904، وكتب تشيخوف رسائل ظاهرية مرحة إلى اخته ماشا يصف فيها الطعام والمناطق المحيطة به، وأصبحت بادنويلر إحدى المدن الشقيقة لبلدة تشيخوف تاغانروغ في عام 2002.

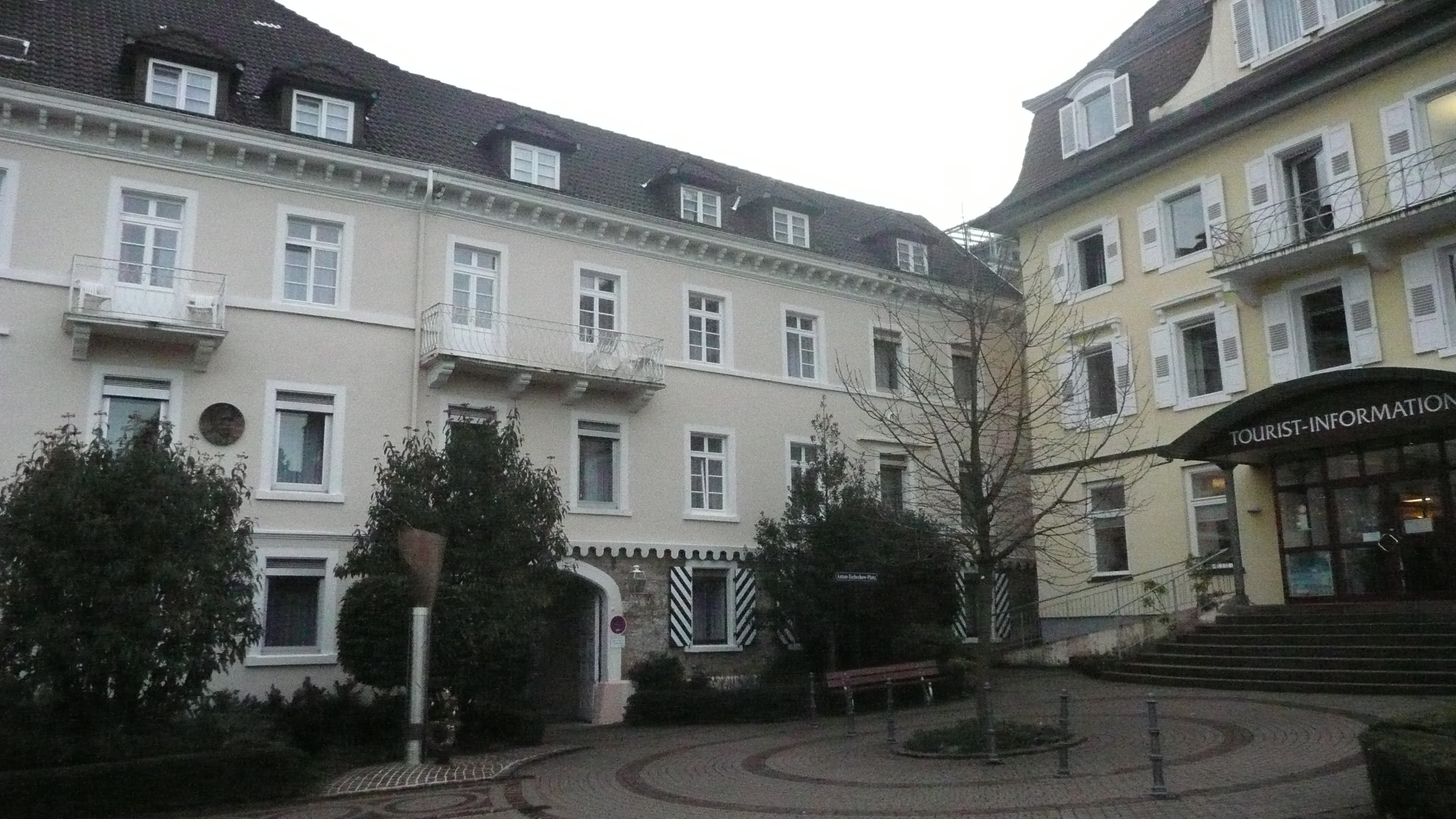
انطون تشيخوف المكان
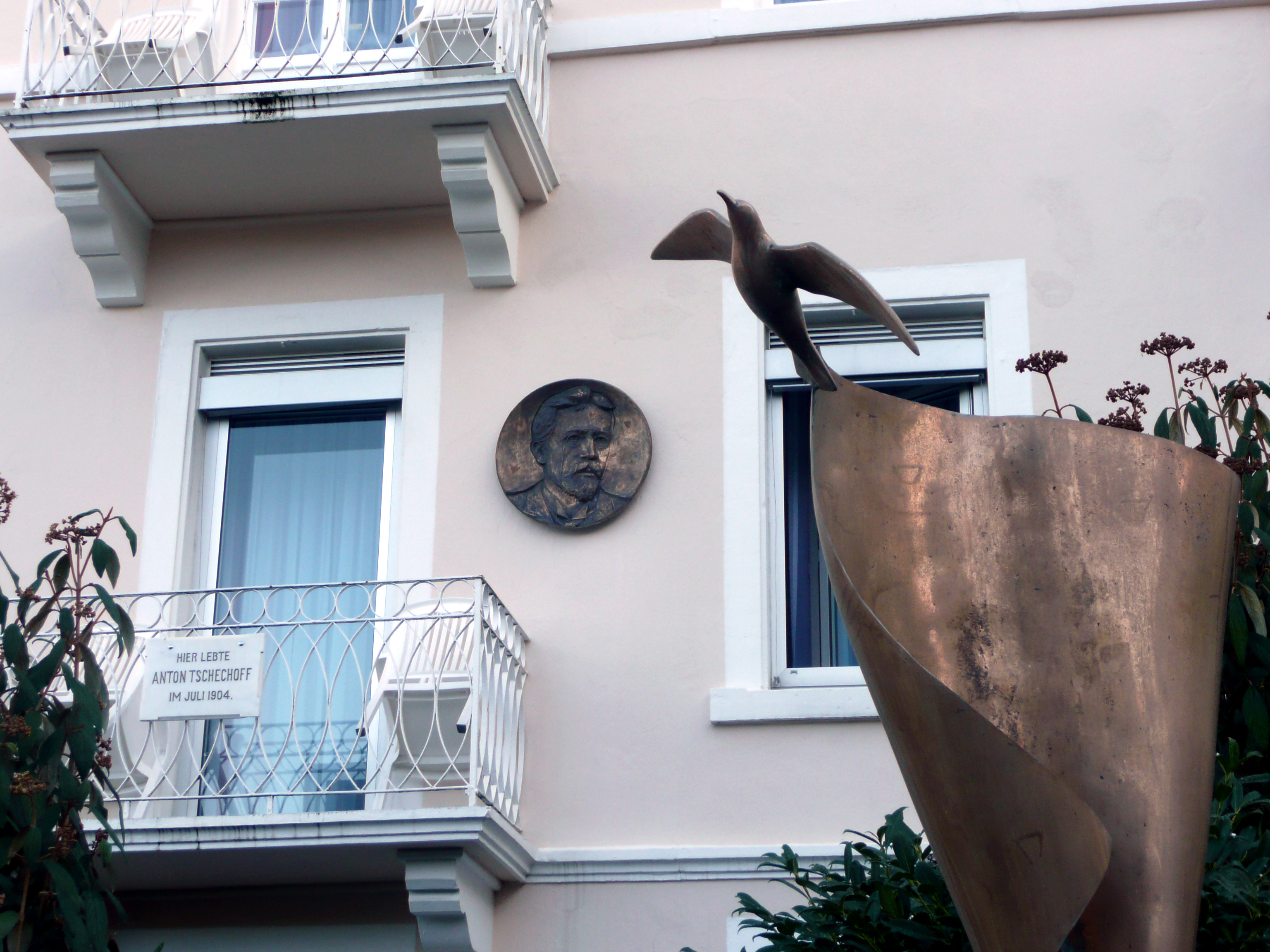
الغرفة التي مات فيها ونحت " النورس " لألكسندر تاراتينوف
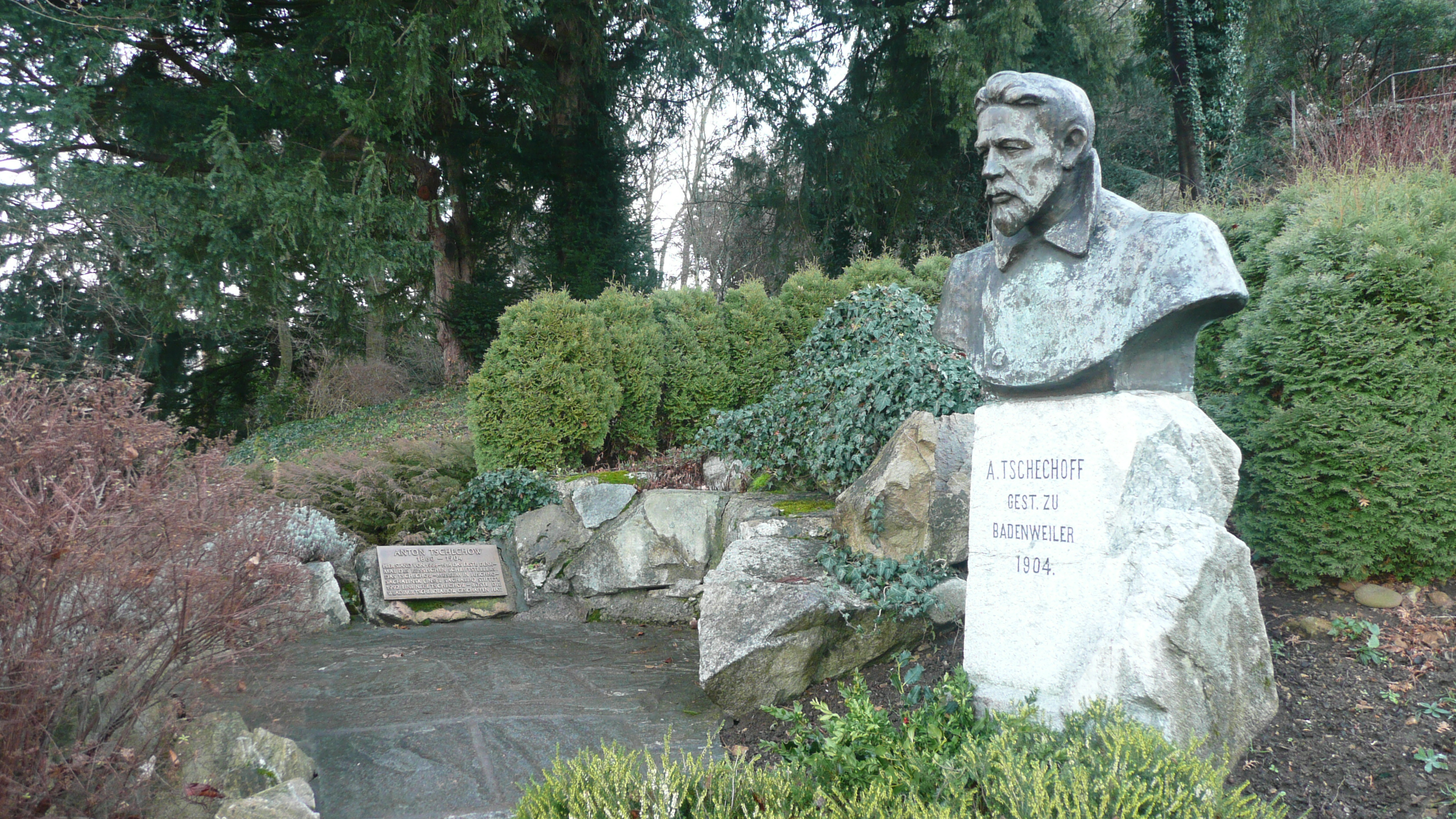
نصب تذكاري على جبل القلعة
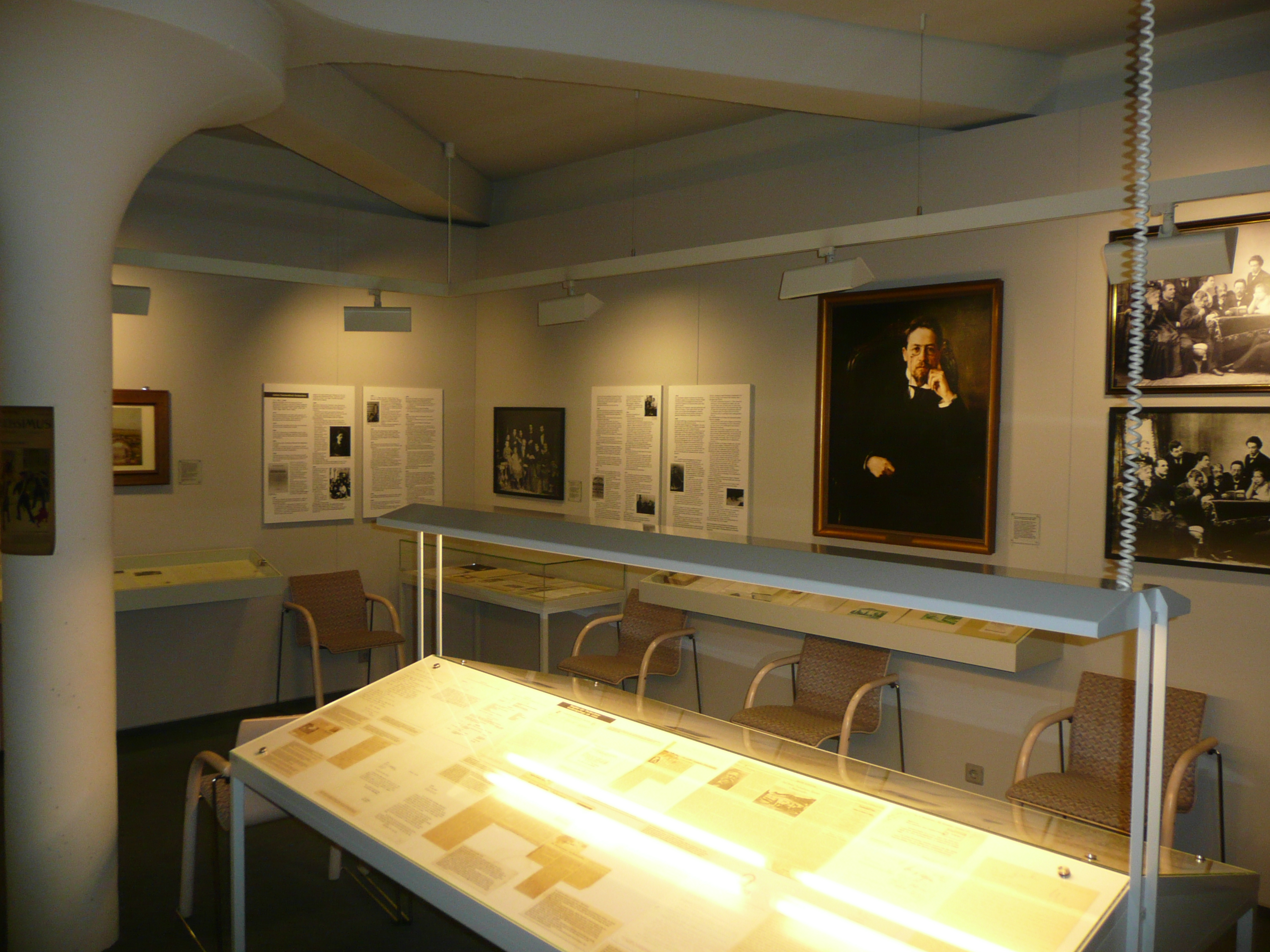
صالون تشيخوف

توفي الشاعر والروائي والصحفي الأمريكي ستيفن كرين في بادنويلر في 15 يونيو 1900 بمرض السل.كان افرايم موسى ليلين (1874-1925) رساما للفن الحديث وصانع للطباعة أشتهر بشكل خاص بفنه في أحد الموضوعات اليهودية والصهيونية، ويطلق عليه احيانا اسم «الفنان الصهيوني الأول».
ولد عالم الموسيقى وولفجانج الكسندر توماس سان جالي في بادنويلر عام 1875.
قامت زوجة أول رئيس للهند جواهر لال نهرو، بعلاج كاملا نهرو هنا من مرض السل، وأمضت جواهر لال نهرو عدة أيام بجوار زوجته في بادنويلر لرعايتها.

## المارجع
1. ↑  Badish Newspaper, 19 November 2011: Ancient frescoes in St. Paul's Church remember transience
2. ↑  Literary Country Baden-Württemberg: Literary Museum Chekhov Salon